# Stenohelia umbonata
Stenohelia umbonata is een hydroïdpoliep uit de familie Stylasteridae. De poliep komt uit het geslacht Stenohelia. Stenohelia umbonata werd in 1905 voor het eerst wetenschappelijk beschreven door Hickson & England. 